# José Zorrilla (futbolista)
Juan José Zorrilla (Urdampilleta; 12 de agosto de 1916 - 15 de julio de 2001)fue un futbolista argentino, que jugaba de delantero. Fue uno de los máximos ídolos del Club Atlético Independiente.

## Trayectoria

Zorrilla formando para Independiente en 1939, año en que el equipo obtendría el bicampeonato.

Jugaba de puntero izquierdo. Goleador ligado a una de las históricas delanteras del Rojo que conquistó los campeonatos de primera División de 1938 y 1939 y arrasó con cualquier copa que jugó por aquellos años: Vicente de la Mata, Arsenio Erico, Antonio Sastre, Emilio Reuben, José Vilariño, Juan José Maril y él. Quizá los relucientes nombres de sus compañeros de ataque opacaron su figura. Pero sus goles, su capacidad técnica y sus acoples con Sastre, que sabía explotar su velocidad con precisos pases en cortada, lo señalaron como un valor muy destacado.
Hizo su debut en Independiente el 25 de mayo de 1934 contra  Gimnasia (LP) (1-3). Su último partido último partido fue también un 25 de mayo (casualmente la fecha patria argentina), pero de 1941, contra San Lorenzo (1-2). Por campeonatos nacionales, jugó un total de 184 partidos, convirtiendo 65 goles.
Con el peso de Arsenio Erico y tal vez opacado por aquel maravilloso jugador, Zorrilla fue fundamental en la primera década del Rojo en el profesionalismo. Era un gran compañero de equipo, solidario con la pelota y un oportunista adentro del campo de juego. Solía mostrarse para recibir, pero no tenía empacho en colaborar a la hora de recuperar el balón y era un técnico adentro de la cancha. Con esas muecas que solía hacer en las canchas donde jugaba, Zorrilla conquistó a la hinchada Roja que lo puso en un pedestal.
Con la selección argentina disputó un solo partido, contra Brasil por la Copa Julio A. Roca el 25 de febrero de 1940, con victoria para el seleccionado albiceste por 3 a 0.

## Clubes
| Club                 | País      | Año       | Part. | Goles |
| -------------------- | --------- | --------- | ----- | ----- |
| Argentino de Rosario | Argentina | 1934      |       |       |
| Ferrocarril Oeste    | Argentina | 1935      | 13    | 6     |
| Independiente        | Argentina | 1935-1941 | 184   | 65    |

## Palmarés

### Títulos oficiales
| Primera División                                   | Independiente | Argentina           | 1938 |
| Copa Aldao(n)                                      | Independiente | Argentina / Uruguay | 1938 |
| Primera División                                   | Independiente | Argentina           | 1939 |
| Copa Escobar                                       | Independiente | Argentina           | 1939 |
| Copa Ibarguren                                     | Independiente | Argentina           | 1939 |
| Copa Aldao(n)                                      | Independiente | Argentina / Uruguay | 1939 |
| (n) Reconocida por AFA y AUF pero no por CONMEBOL. |               |                     |      |

### Títulos no oficiales
- Torneo Internacional Nocturno: 1936 y 1941[1]
- Copa Intendencia Municipal de La Rioja: 1937
- Copa Trofeo Premio Cigarrillos Saratoga (versus Racing Club): 1939
- Copa Confraternidad Argentino-Brasileña (versus Flamengo): 1939
- Copa Municipalidad de Avellaneda: 1940
- Trofeo Universidad de Chile (versus Universidad de Chile): 1940
- Copa Intendente Municipal: 1941
- Copa Ministerio de Hacienda: 1941
- Copa Fraternidad: 1941
- Copa Presidente Prado: 1941